# Oscillation nord-atlantique
L’oscillation nord-atlantique (ONA, plus connue sous le sigle anglais NAO) désigne un phénomène touchant le système climatique du nord de l'océan Atlantique. L'ONA décrit les variations du régime océan-atmosphère sur la région et se mesure généralement comme la différence de pression atmosphérique entre l'anticyclone des Açores et la dépression d'Islande. Elle est notamment corrélée à l’oscillation arctique.
L’ONA a été découverte durant les années 1920 par Sir Gilbert Walker, qui avait découvert précédemment l’oscillation australe dans l'océan Pacifique et à laquelle est relié le phénomène El Niño. Comme l’oscillation australe, l'ONA est un facteur climatique déterminant à l'échelle régionale car elle est reliée à la position et la trajectoire des perturbations météorologiques qui touchent l'Europe de l'Ouest ainsi qu'aux températures océaniques du bassin de l'Atlantique nord.

## Description

Variations annuelles de l'indice ONA hivernal depuis 1823.

La circulation atmosphérique au-dessus de l'Atlantique nord montre une alternance rapide de dépressions et d'anticyclones, conformément aux instabilités de la zone barocline des latitudes moyennes. Cependant, on remarque qu'en moyenne on retrouve des dépressions dans la région islandaise et un anticyclone autour des Açores. Ces systèmes atmosphériques semi-permanents sont causés par l'équilibre général de la circulation atmosphérique à ces latitudes (courant-jet moyen d'ouest) et sont en équilibre avec la circulation assez stable des courants marins dans cet océan (Dérive nord atlantique, Courant du Labrador et Gulf Stream). 
L'indice de l'oscillation nord-atlantique est donc calculé chaque année à partir de la différence de pression entre Lisbonne (Portugal) et Reykjavik (Islande), en prenant la variation de l'écart de pression entre ces deux points par rapport à la moyenne. Ce calcul s'effectue sur les données de janvier à mars dont on fait la moyenne et qu'on normalise, c'est-à-dire qu'on divise par l'écart-type de la pression calculé sur une longue période. 
On parle d'oscillation parce que la position et l'intensité des systèmes météorologiques évolue constamment autour d'une valeur de référence, notamment suivant la direction nord-sud, en fonction du régime des courants-jets d'altitude. Cette oscillation a pour conséquences : 
- des changements de la pression au sol (donc de l'intensité et de la position de l'anticyclone des Açores et des dépressions d'Islande) ;
- des variations des vents d'ouest moyens ;
- des influences sur le climat (températures et précipitations) tout autour du bassin atlantique.

## Effets

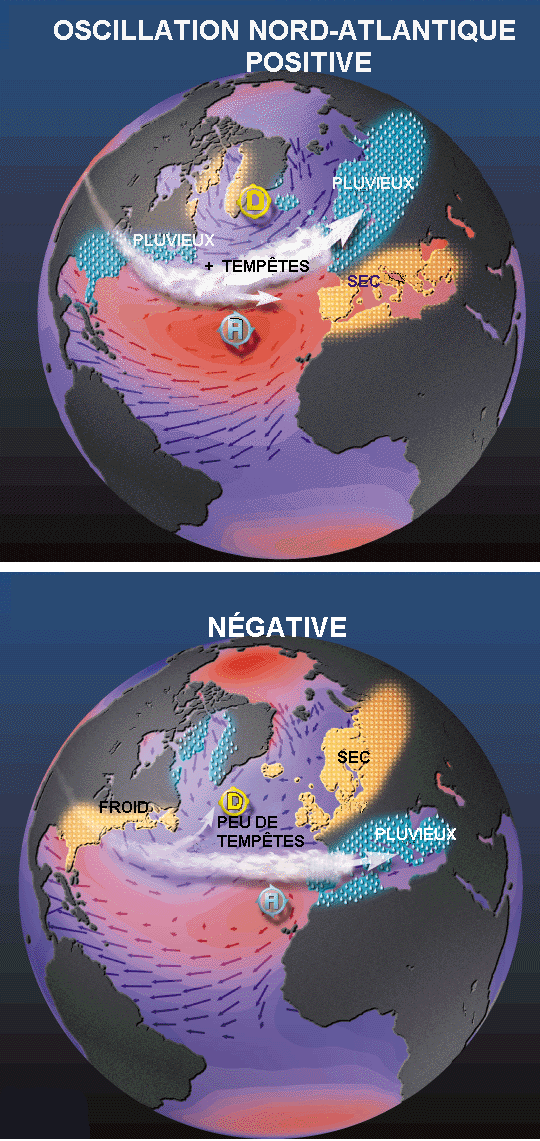
Effets de l'anomalie positive et négative de l'ONA sur les systèmes météorologiques

La variation de l'indice ONA est particulièrement importante de novembre à avril alors que la circulation atmosphérique est très variable aux latitudes moyennes, c'est pourquoi on calcule l'indice en hiver. L'oscillation peut être hebdomadaire ou mensuelle, indicatrice d'une variation dans la trajectoire des systèmes, de la force et de la direction des vents, ainsi que de la zone affectée par des précipitations. 
Les variations de l'indice peuvent être grandes d'une année à l'autre mais on observe clairement sur le graphique des périodes de plusieurs années où l'indice moyen est plutôt positif (1980-1998), et d'autres où il est plutôt négatif (1955-1974). Ce cycle long de 20 à 25 ans donne un effet plus systématique sur le climat. En 2008, le cycle semble avoir montré une transition vers une nouvelle phase négative.

### Europe
Un indice ONA très positif est relié à une circulation zonale (d'ouest en est) plus prononcée, entre les deux entités car la différence de pression causant les vents est plus grande. De plus, l'anticyclone plus important sur les Açores fait remonter la circulation vers le nord. Les hivers sont alors doux mais pluvieux sur l'Europe du Nord mais plus secs autour de la Méditerranée. 
Par contre, quand l'indice est négatif, la circulation d'ouest est plus faible ou plus au sud donnant des hivers froids et les dépressions se dirigent alors vers le bassin méditerranéen. Si l'indice est très négatif, les hivers sont particulièrement froids sur l'Europe du Nord et les précipitations sont déplacées vers la Mer Méditerranée et l'Afrique du Nord.

### Amérique
L'influence sur l'Amérique du Nord est vérifiable. Dans la phase positive, sur le nord et l'est du Canada ainsi que sur le Groenland, les hivers sont plutôt froids et secs. Le long de la côte Est des États-Unis, ils sont plutôt doux et humides. En effet, un creux barométrique d'altitude se forme le long de la côte et les vents deviennent du sud-ouest, empêchent la descente d'air arctique le long de la côte. 
Par contre les hivers de phase négative, le flux zonal se retrouve plus au nord. Le Groenland voit des hivers plutôt doux et la côte Est du continent nord-américain subit plus d'épisodes froids et de chutes de neige, dont de nombreuses tempêtes du Cap Hatteras et continentales,. Ainsi, l'hiver très neigeux connu en 2007-2008 sur la côte Est américaine, le Québec et les provinces de l'Atlantique, après plusieurs années très douces, est relié à un changement dans l'indice ONA de positif à négatif. En effet, durant la phase négative les dépressions hivernales passent plus au sud que pendant la phase positive et la région n'entre pas dans le secteur chaud du système. Les précipitations restent donc surtout en neige.

### Autres
Les variations des vents d'ouest au-dessus de l'Atlantique nord sont également connues pour jouer un rôle important en contrôlant les écosystèmes océaniques et les stocks de poissons de l'Atlantique nord. Finalement, l'indice ONA montrant une variation cyclique, on peut l'utiliser pour faire des prévisions qualitatives sur le climat.